# 開羅城堡鐘樓
開羅城堡鐘樓（阿拉伯语：‎）是一座約於19世紀興建的時鐘樓，內部存放於法國於1846年製作的大鐘，該鐘樓位於開羅城堡，是埃及第一座公共時鐘。
幾十年來，大鐘因受損並停止運轉。埃及政府曾在20世紀進行各種修復大鐘的嘗試；法鲁克一世和總統穆罕默德·胡斯尼·穆巴拉克曾個別在1943年及1984年下令對鐘樓進行維修，但兩次時鐘都在幾天后停止工程。 直到2020年11月和12月，法國鐘錶學家弗朗索瓦·西蒙-富斯蒂爾（Francois Simon-Fustier）前往開羅檢查大鐘後，向埃及旅遊和文物部提交了報告。大鐘的修復工作最終正式由一位來自盧克索的埃及專家進行。 2021 年9月16日，埃及旅遊和文物部宣布完成時鐘正式重新啟用：
...這座鐘樓在多年未運轉後已由埃及工匠修復。時鐘的自動上鍊機制的試驗已經開始，以確保其連續、不間斷的運轉，目前鐘樓的修復工作已經完成，色彩及結構也得到了增強，恢復了原來的光澤。彩色玻璃面板和位於柱子上部的圓形鐵柱，也已完成維護和重新安裝。
根據奧薩馬·塔拉特 (Osama Talaat) 的說法，這座鐘需要每天上弦兩次，但經過修復後現在有了「無需人工協助自動上弦」的機制。據稱，時鐘曾是法國政府因換取協和廣場的盧克索方尖碑而向埃及贈送的禮物，然而，最高文物委員會秘書長莫斯塔法·瓦齊里表示：「方尖碑與路易-菲利普一世送給穆罕默德·阿里帕夏的時鐘無關。

## 沿革
城堡鐘樓的大鐘在法國製造，並於 1846年作為法國國王路易-菲利普一世送給奥斯曼帝国的埃及帕夏穆罕默德·阿里帕夏的禮物送往埃及。它原本打算放置在阿里帕夏內，但最終沒有安裝，而是留在了宮殿內存放。
在穆罕默德阿里帕夏清真寺於1848年竣工後，這座大鐘於1856年在埃及阿巴斯一世的統治下安裝在城堡中。這座鐘被安置在一座當地製造的金屬塔樓內，塔上裝飾著阿拉伯文銘文和彩色玻璃。

## 圖片

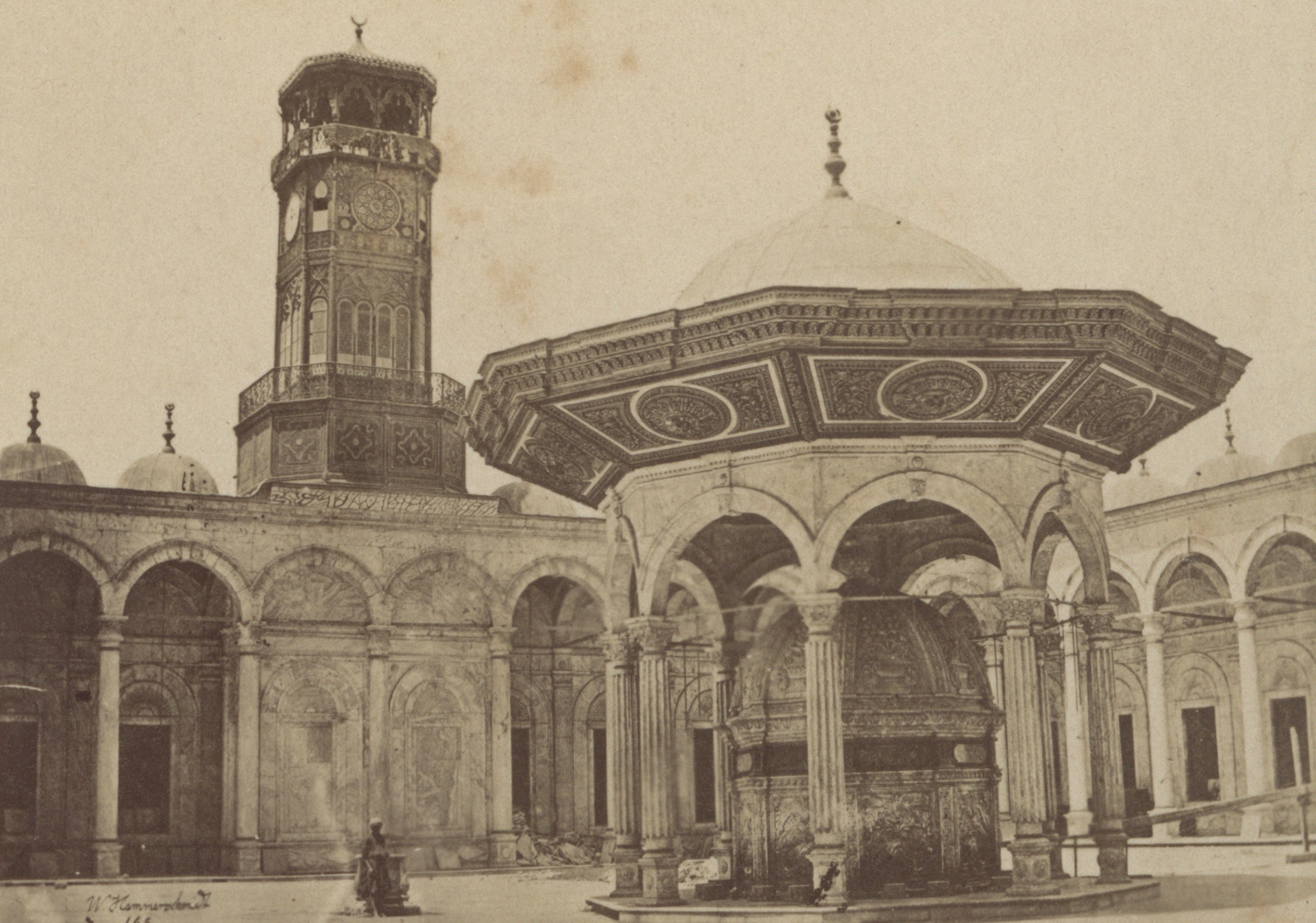
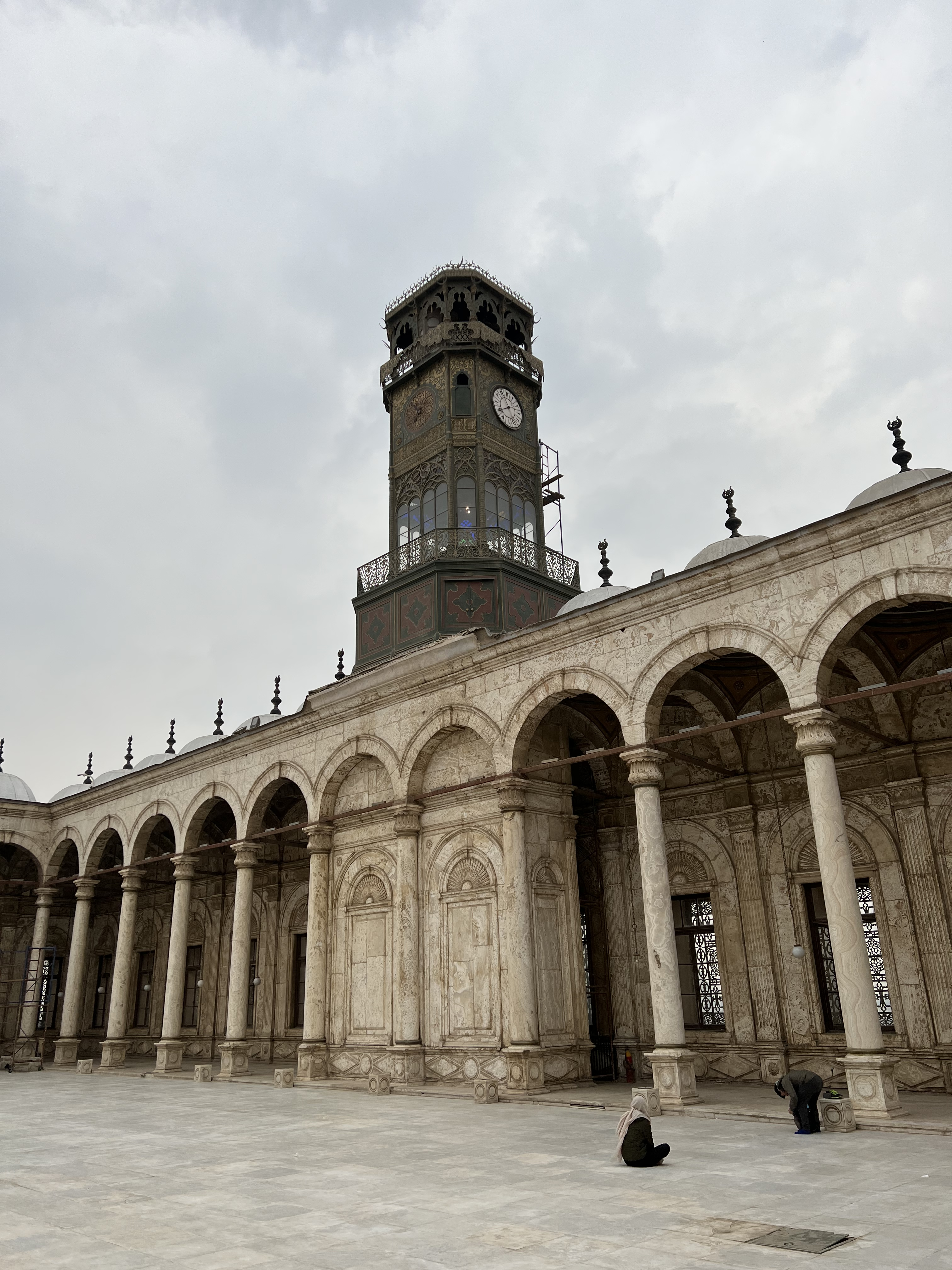
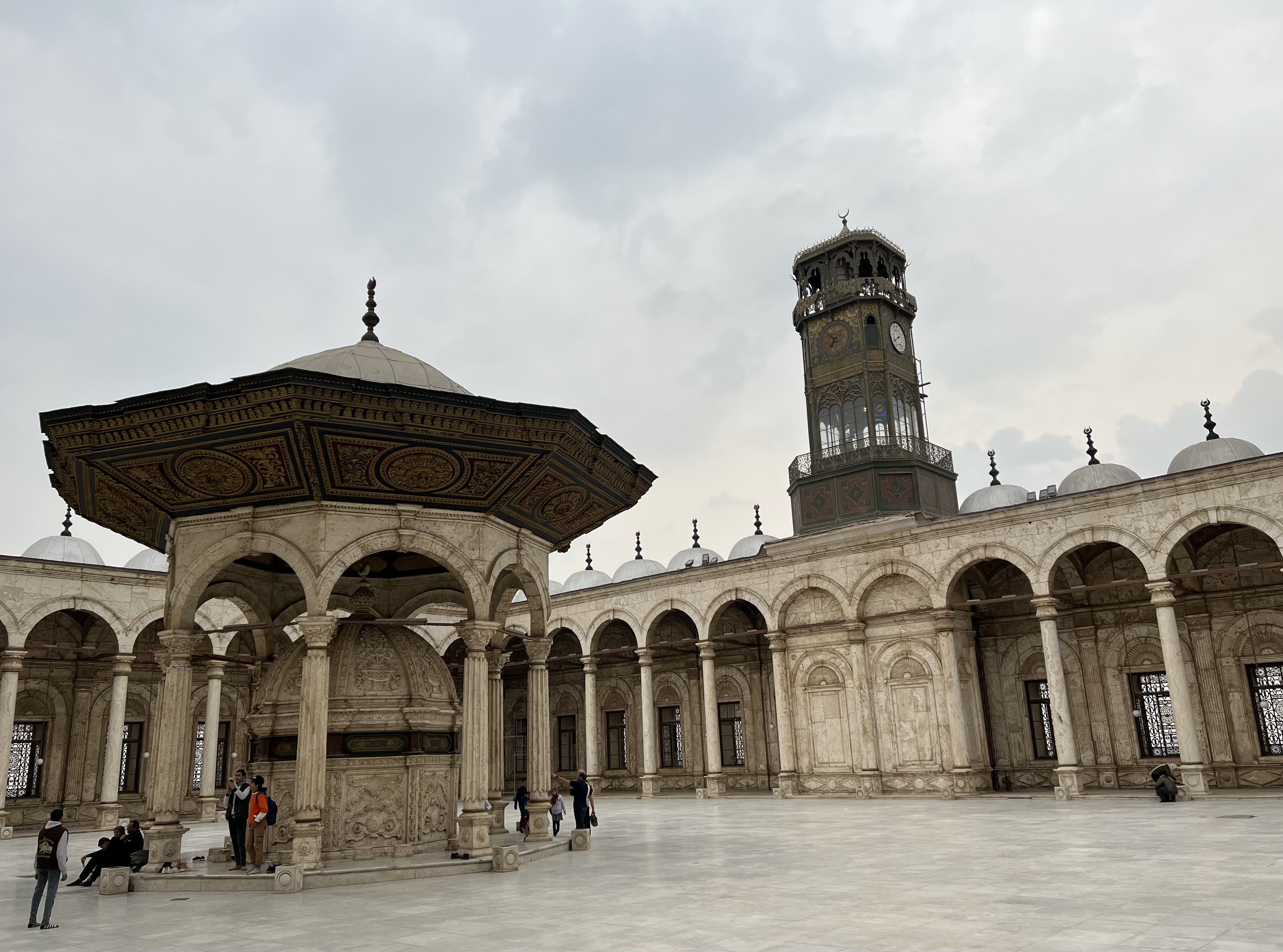
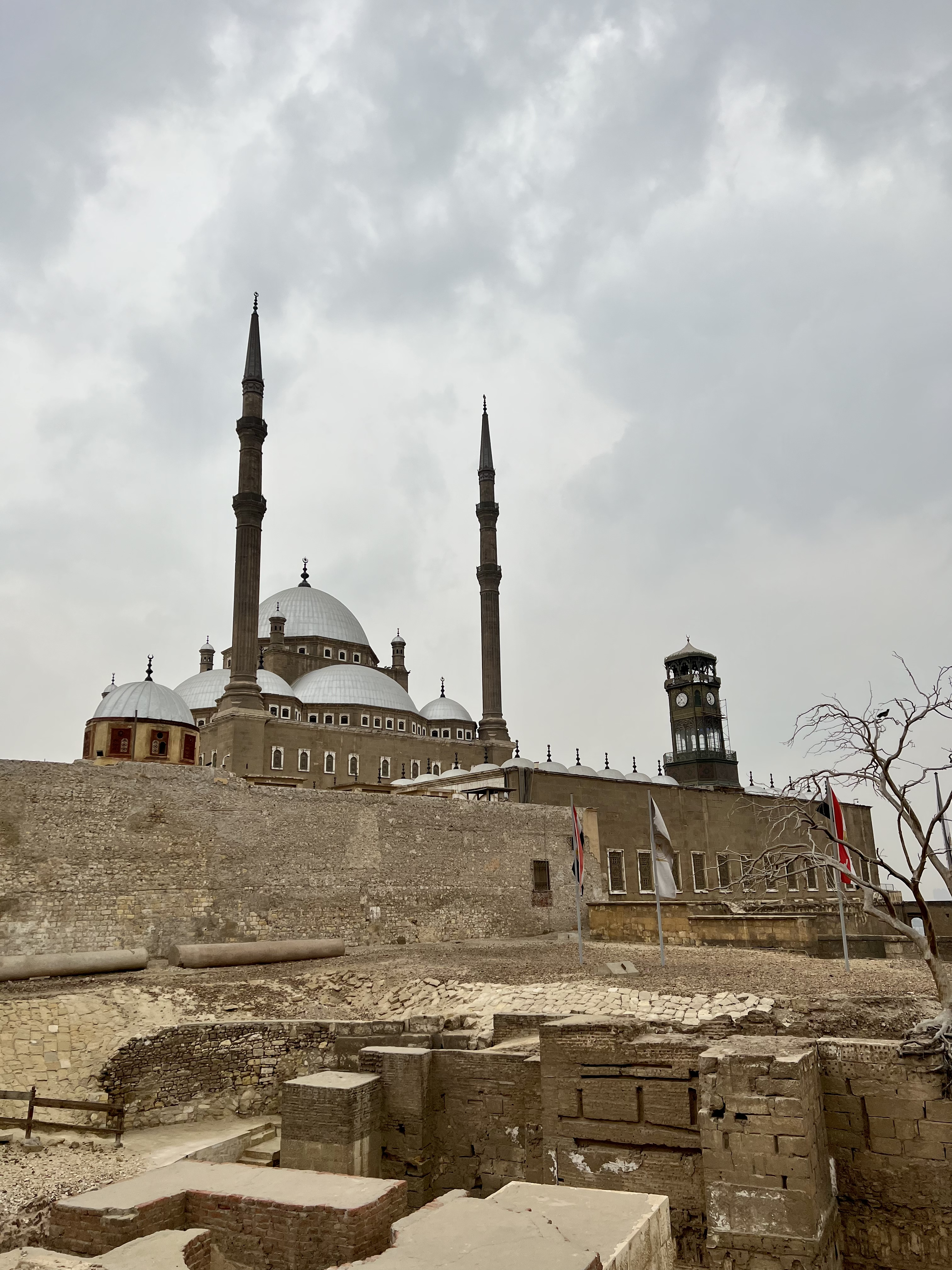
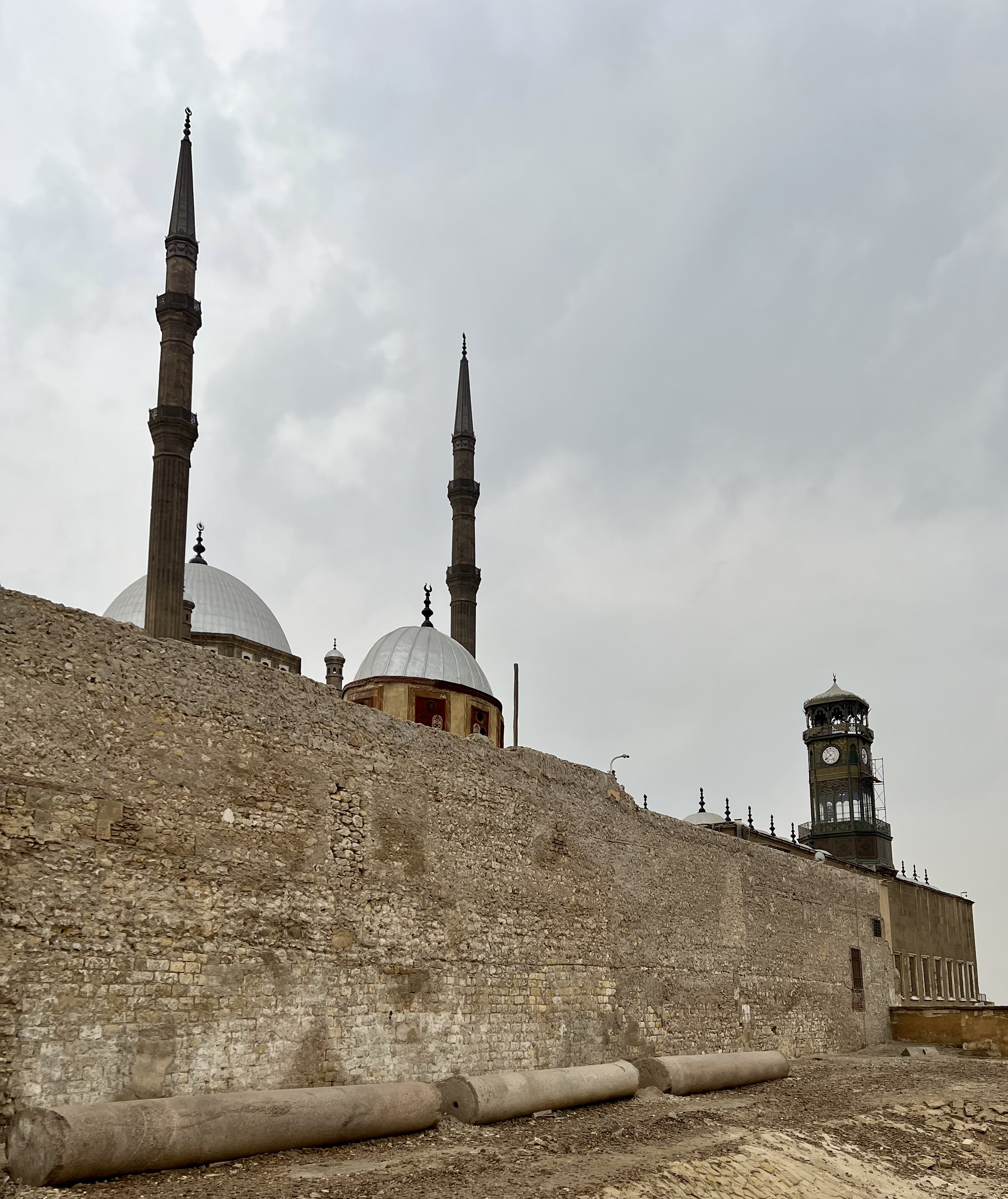
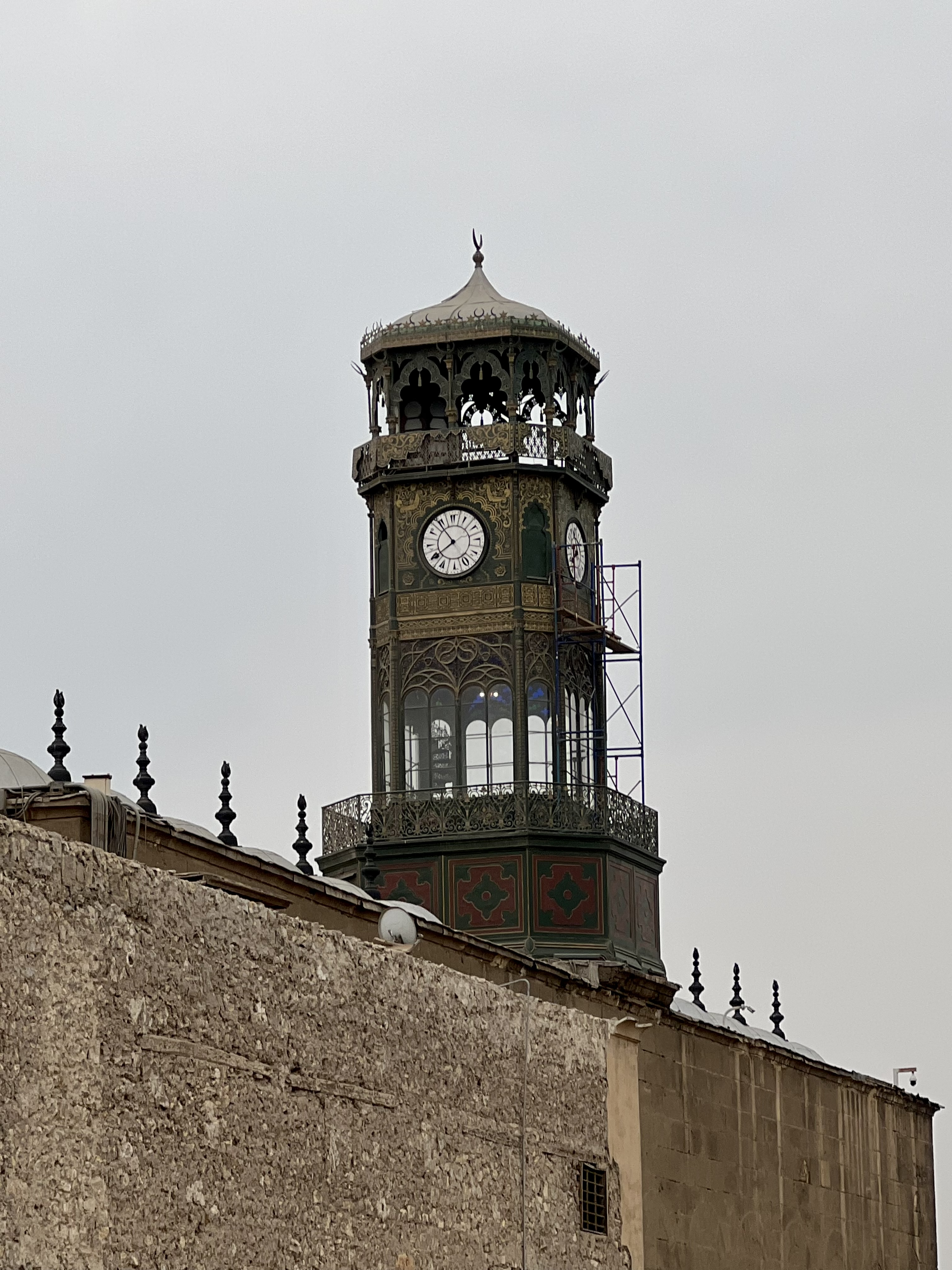